# Santo Quintino
Santo Quintino is een plaats en freguesia in de Portugese gemeente Sobral de Monte Agraço en telt 3432 inwoners (2001).